# Ferdinand von Bauer

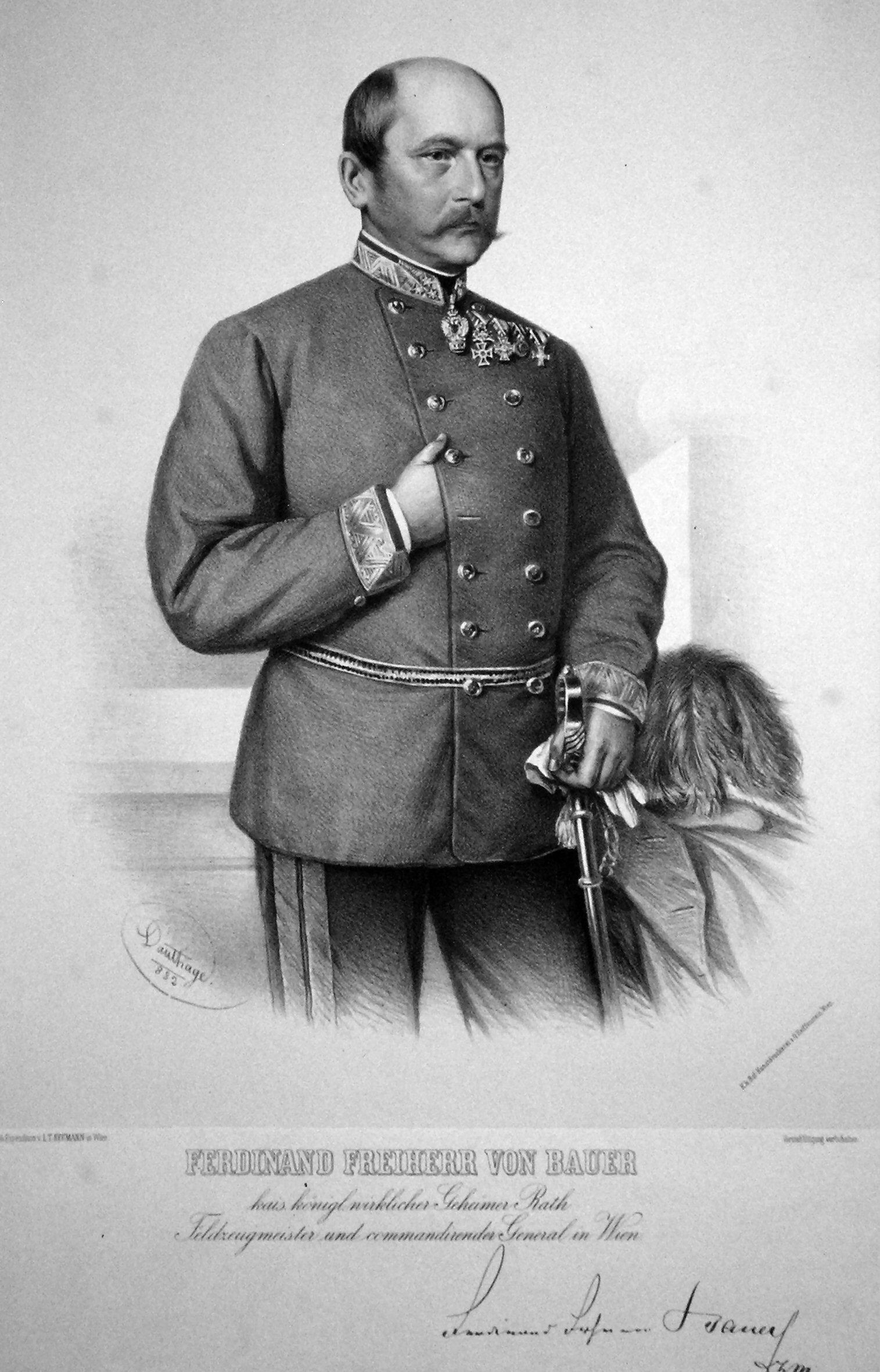
Ferdinand von Bauer, Lithographie von Adolf Dauthage, 1882

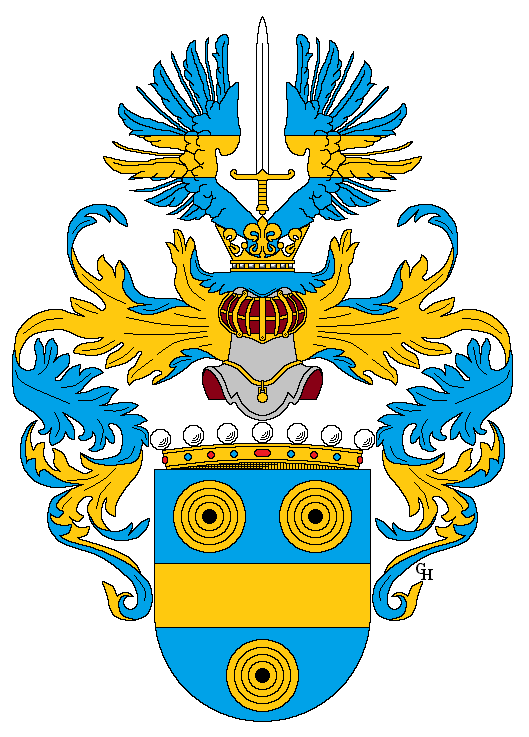
Wappen Bauers anlässlich seiner Erhebung in den Freiherrenstand, 1881

Ferdinand Bauer, seit 1881 Ferdinand Freiherr von Bauer (* 7. März 1825 in Lemberg; † 22. Juli 1893 in Wien) war ein General der k.u.k. Armee und Reichskriegsminister.

## Leben
Ferdinand Bauer trat 1836 in die k.k. Ingenieurakademie ein, wurde 1841 Leutnant im Ingenieurkorps und 1848 als Hauptmann zum Truppendienst versetzt. 1849 machte er die Kämpfe in Ungarn mit, wurde 1859 Major und kämpfte 1866 als Brigade-Kommandant im Dritten Italienischen Unabhängigkeitskrieg. 
Von 1869 bis 1871 war Bauer Festungskommandant von Temeswar und zwischen 1878 und 1881 Militärkommandant in Hermannstadt, anschließend bis 1888 kommandierender General in Wien. 1881 zum Feldzeugmeister befördert, wurde er Inhaber des Infanterieregiments Nr. 84.  Am 16. März 1888 wurde Bauer zum Reichskriegsminister ernannt.
Ferdinand Freiherr von Bauer verstarb am 22. Juli 1893 unerwartet nach kurzer Krankheit. Seinem Leichnam wurde am 25. Juli 1893, im Beisein von Kaiser Franz Joseph I., mit einem vom k.u.k. Kriegsministerium (heute: Am Hof 2) zur Augartenbrücke führenden Trauerkondukt das offiziell letzte Geleit gegeben. Von der Augartenbrücke wurde der Sarg zum k.k. Nordbahnhof gebracht, von wo der Weitertransport zur Familiengruft in Lemberg erfolgte. 

## Auszeichnungen, Ehrungen
- Militärverdienstkreuz aufgrund persönlicher Leistungen in der Schlacht bei Solferino, 1859 [3]
- Ritterkreuz des Österreichisch-kaiserlichen Leopold-Ordens aufgrund persönlicher Leistungen in der Schlacht bei Custozza, 1866
- Orden der Eisernen Krone 2. Klasse und, auf Ansuchen, Erhebung in den erblichen Freiherrnstand, 1878 [3]
- Ritter des Ordens der Eisernen Krone 1. Klasse, 1884 [5]
- Großkreuz des Österreichisch-kaiserlichen Leopold-Ordens, 1887 [3]